# The Big Clock
The Big Clock (bra: O Relógio Verde) é um filme estadunidense de 1948, do gênero policial em estilo de filme noir, dirigido por John Farrow.
Mesmo com uma direção convencional, o filme é considerado um clássico do cinema pelo seu elaborado roteiro, que destaca um herói chefe-de-família honesto, uma loira misteriosa, um vilão psicótico e manipulador, vários personagens coadjuvantes marcantes, esquisitos e engraçados. E um ótimo final.

## Elenco principal
- Ray Milland.... George Stroud
- Charles Laughton.... Earl Janath
- Maureen O'Sullivan.... Georgette Stroud
- George Macready.... Steve Hagen
- Rita Johnson.... Pauline York
- Elsa Lanchester.... Louise Patterson
- Harry Morgan.... Bill Womack (como Henry Morgan)